# Şahdəniz
Şahdəniz (pot aparèixer també com a Shah-Deniz, Shah Deniz i Sahdeniz, és un jaciment gasístic a les aigües del sud de la mar Càspia. És també el jaciment més important de l'Azerbaidjan. S'estima que conté prop d'1 bilió de metres cúbics de gas. Fou descobert el 1999.